# حركة طلاب جامعة تبريز يوليو 1999
في 9 يوليو 1999، بدأ طلاب جامعة تبريز التظاهر لدعم طلبات الطلاب في الحصول على مزيد من الحرية. وكان يتم قمع المظاهرة باستمرار قبل يومين في جامعة طهران. وحاصرت قوات الشرطة الطلاب داخل أسوار الحرم الجامعي الرئيسي كي يمنعوا المظاهرة من الانتشار في المدينة. وفي الوقت نفسه كسر أنصار الدولة المتشددون، قوات الباسيج شبه العسكرية، الأسوار وبدءوا في ضرب الطلاب وتدمير ممتلكات الجامعة. كما هاجموا أيضًا المهاجع داخل الحرم الجامعي قائمين بضرب واعتقال أي طالب يتمكنون من القبض عليه. وفي وقت لاحق قامت مجموعة من قوات الباسيج بمهاجمة المستشفى والقبض على الطلاب الجرحى. وعلى الرغم من قمع هذه المظاهرات بوحشية أكبر وعدد غير معلوم من الضحايا إلا أنه لم تتم تغطية الحدث مطلقًا في وسائل الإعلام بقدر الأحداث التي تحدث في نفس الوقت في جامعة طهران. وحتى في المحكمة التي عقدت لهذه الأحداث لم يتم إثبات التهمة على أحد. وقد تعرض رئيس الجامعة في ذلك الوقت الدكتور بورفيز، الذي كان يتابع القضية، لمعاملة سيئة من قبل المتهمين داخل قاعة المحكمة دون أي رد فعل من المحكمة. وأجريت أبحاث حكومية على هذه الأحداث ولكن لم تنشر النتيجة قط وما زالت سرية.